# Don't You Love Me
Don't You Love Me è il quarto singolo del gruppo italiano 49ers. Segue il successo dei precedenti Die Walküre, Shadows e Touch Me ed è contenuto nell'album 49ers. La voce di questo brano è stata "prestata" da Jody Watley. Nelle varie versioni del singolo pubblicate nei più disparati paesi del mondo, sono presenti diversi remix di questo pezzo, il più famoso dei quali è senza dubbio il 90's Mix.